# Nordische Junioren-Skiweltmeisterschaften 2022
Die 45. Nordischen Junioren-Skiweltmeisterschaften und die in diesem Rahmen ausgetragenen 17. U23-Langlauf-Weltmeisterschaften fanden vom 22. bis zum 27. Februar 2022 in Lygna und vom 2. bis zum 6. März 2022 in Zakopane statt. Die Wettbewerbe im Skilanglauf wurden in Lygna ausgetragen. Austragungsort der Skisprungwettbewerbe und in der Nordischen Kombination war die Średnia Krokiew (HS 105) in Zakopane.

## Medaillenspiegel

### Medaillenspiegel U23
| Platz  | Land       |   |   |   |    |
| ------ | ---------- | - | - | - | -- |
| 1      | Schweiz    | 2 | 0 | 0 | 2  |
| 2      | Schweden   | 1 | 1 | 0 | 2  |
| 3      | Norwegen   | 1 | 0 | 2 | 3  |
| 4      | Finnland   | 1 | 0 | 0 | 1  |
| 5      | Russland   | 0 | 1 | 3 | 3  |
| 6      | Polen      | 0 | 1 | 0 | 1  |
| 6      | Lettland   | 0 | 1 | 0 | 1  |
| 6      | Frankreich | 0 | 1 | 0 | 1  |
| Gesamt | Gesamt     | 5 | 5 | 5 | 15 |

### Medaillenspiegel Junioren
| Platz  | Land               |    |    |    |    |
| ------ | ------------------ | -- | -- | -- | -- |
| 1      | Russland           | 4  | 3  | 3  | 10 |
| 2      | Österreich         | 4  | 1  | 3  | 8  |
| 3      | Norwegen           | 3  | 3  | 4  | 10 |
| 4      | Slowenien          | 2  | 2  | 0  | 4  |
| 5      | Deutschland        | 2  | 0  | 5  | 7  |
| 6      | Italien            | 1  | 2  | 0  | 3  |
| 6      | Finnland           | 1  | 2  | 0  | 3  |
| 8      | Schweden           | 0  | 2  | 0  | 2  |
| 8      | Japan              | 0  | 2  | 0  | 1  |
| 10     | Vereinigte Staaten | 0  | 0  | 1  | 1  |
| 10     | Kanada             | 0  | 0  | 1  | 1  |
| Gesamt | Gesamt             | 17 | 17 | 17 | 51 |

## Skilanglauf U23 Männer

### Sprint Freistil
| Platz | Sportler              | Land       |
| ----- | --------------------- | ---------- |
| 1     | Valerio Grond         | Schweiz    |
| 2     | Denis Filimonow       | Russland   |
| 3     | Magnus Øyaas Håbrekke | Norwegen   |
| 4     | Ansgar Evensen        | Norwegen   |
| 5     | Iwan Gorbunow         | Russland   |
| 6     | Jules Chappaz         | Frankreich |
| 7     | Ondřej Černý          | Tschechien |
| 8     | Håkon Skaanes         | Norwegen   |
| 9     | George Ersson         | Schweden   |
| 10    | Niilo Moilanen        | Finnland   |
| 11    | Lukas Mrkonjic        | Österreich |
| 12    | Lars Agnar Hjelmeset  | Norwegen   |

Datum: 26. Februar 2022

Es waren 69 Teilnehmer am Start.

Weitere Teilnehmer aus deutschsprachigen Ländern:

 Cyril Fähndrich: 18. Platz

 Jan Stölben: 24. Platz

 Jan-Friedrich Doerks: 37. Platz

 Florian Knopf: 40. Platz

 Korbinian Heiland: 61. Platz

### 15 km klassisch
| Platz | Sportler               | Land       | Zeit (min) |
| ----- | ---------------------- | ---------- | ---------- |
| 1     | Arsi Ruuskanen         | Finnland   | 40:23,0    |
| 2     | Leo Johansson          | Schweden   | 40:29,7    |
| 3     | Håvard Moseby          | Norwegen   | 40:51,1    |
| 4     | Cyril Fähndrich        | Schweiz    | 40:53,2    |
| 5     | Mika Vermeulen         | Österreich | 40:57,1    |
| 6     | Andreas Fjorden Ree    | Norwegen   | 41:01,9    |
| 7     | Gustav Kvarnbrink      | Schweden   | 41:02,7    |
| 8     | Iver Tildheim Andersen | Norwegen   | 41:04,0    |
| 9     | Léo Grandbois          | Kanada     | 41:07,3    |
| 10    | Iwan Gorbunow          | Russland   | 41:09,4    |

Datum: 24. Februar 2022

Es waren 62 Teilnehmer am Start.

Weitere Teilnehmer aus deutschsprachigen Ländern:

 Jan-Friedrich Doerks: 12. Platz

 Korbinian Heiland: 20. Platz

 Florian Knopf: 32. Platz

 Nicola Wigger: 33. Platz

## Skilanglauf U23 Frauen

### Sprint Freistil
| Platz | Sportler                    | Land        |
| ----- | --------------------------- | ----------- |
| 1     | Moa Hansson                 | Schweden    |
| 2     | Monika Skinder              | Polen       |
| 3     | Natalija Mekrjukowa         | Russland    |
| 4     | Hanne Wilberg Rofstad       | Norwegen    |
| 5     | Anna Gruchwina              | Russland    |
| 6     | Margrethe Wettre Andreassen | Norwegen    |
| 7     | Ingrid Gulbrandsen          | Norwegen    |
| 8     | Lisa Lohmann                | Deutschland |
| 9     | Anastassija Falejewa        | Russland    |
| 10    | Alexandra Danner            | Deutschland |
| 11    | Barbora Antošová            | Tschechien  |
| 12    | Hilla Niemelä               | Finnland    |

Datum: 26. Februar 2022

Es waren 66 Sportlerinnen am Start.

Weitere Teilnehmerinnen aus deutschsprachigen Ländern:

 Linda Schumacher: 24. Platz

 Anja Weber: 29. Platz

 Nadja Kälin: 38. Platz

 Kim Hager: 39. Platz

 Nina Riedener: 57. Platz

 Giuliana Werro: 58. Platz

### 10 km klassisch
| Platz | Sportler              | Land        | Zeit (min) |
| ----- | --------------------- | ----------- | ---------- |
| 1     | Anja Weber            | Schweiz     | 29:59,8    |
| 2     | Patrīcija Eiduka      | Lettland    | 30:01,1    |
| 3     | Weronika Stepanowa    | Russland    | 30:12,9    |
| 4     | Izabela Marcisz       | Polen       | 30:18,9    |
| 5     | Nadja Kälin           | Schweiz     | 30:19,6    |
| 6     | Anastassija Falejewa  | Russland    | 30:27,9    |
| 7     | Mélissa Gal           | Frankreich  | 30:31,3    |
| 8     | Margrethe Bergane     | Norwegen    | 30:44,6    |
| 9     | Lisa Lohmann          | Deutschland | 30:51,1    |
| 10    | Jelisaweta Schalaboda | Russland    | 31:15,8    |

Datum: 24. Februar 2022

Es waren 55 Athletinnen am Start.

Weitere Teilnehmerinnen aus deutschsprachigen Ländern:

 Amelie Hofmann: 13. Platz

 Giuliana Werro: 15. Platz

 Kim Hager: 29. Platz

 Linda Schumacher: 31. Platz

 Nina Riedener: 34. Platz

## Skilanglauf U23 Mixed

### 4 × 5-km-Staffel
| Platz | Sportler                                                                 | Land        | Gesamtzeit (min) |
| ----- | ------------------------------------------------------------------------ | ----------- | ---------------- |
| 1     | Mari Folkvord Håvard Moseby Andreas Fjorden Ree Kristin Austgulen Fosnæs | Norwegen    | 49:20,5          |
| 2     | Mélissa Gal Théo Schely Jules Chappaz Eve-Ondine Duchaufour              | Frankreich  | 49:28,0          |
| 3     | Anastassija Falejewa Iwan Gorbunow Denis Filimonow Weronika Stepanowa    | Russland    | 49:32,7          |
| 4     | Nadja Kälin Nicola Wigger Cyril Fähndrich Anja Weber                     | Schweiz     | 49:51,1          |
| 5     | Vilma Ryytty Niilo Moilanen Arsi Ruuskanen Jasmin Kähärä                 | Finnland    | 50:32,1          |
| 6     | Lisa Lohmann Jan-Friedrich Doerks Korbinian Heiland Kim Hager            | Deutschland | 50:39,3          |
| 7     | Moa Hansson Gustav Kvarnbrink Johan Ekberg Ella Olsson                   | Schweden    | 50:58,2          |
| 8     | Federica Cassol Michele Gasperi Davide Graz Nicole Monsorno              | Italien     | 51:22,1          |

Datum: 27. Februar 2022

## Skilanglauf Junioren

### Sprint Freistil
| Platz | Sportler                   | Land        |
| ----- | -------------------------- | ----------- |
| 1     | Johannes Lønnestad Flaaten | Norwegen    |
| 2     | Elia Barp                  | Italien     |
| 3     | Aleksander Elde Holmboe    | Norwegen    |
| 4     | Ike Melnits                | Finnland    |
| 5     | Marius Kastner             | Deutschland |
| 6     | Edvin Anger                | Schweden    |
| 7     | Benjamin Schwingshackl     | Italien     |
| 8     | Ola Spigseth               | Norwegen    |
| 9     | Nikita Denisow             | Russland    |
| 10    | Kaspar Paarson             | Estland     |

Datum: 27. Februar 2022

Es waren 100 Teilnehmer am Start.

Weitere Teilnehmer aus deutschsprachigen Ländern:

 Elias Keck: 13. Platz

 Mario Bässler: 17. Platz

 Simon Jung: 20. Platz

 Antonin Savary: 21. Platz

 Ilan Pittier: 23. Platz

 Jannis Grimmecke: 27. Platz

 Christian Steiner: 35. Platz

 Erik Engel: 54. Platz

 Isai Näff: 71. Platz

 Christoph Wieland: 80. Platz

### 10 km klassisch
| Platz | Sportler               | Land     | Zeit (min) |
| ----- | ---------------------- | -------- | ---------- |
| 1     | Saweli Korosteljow     | Russland | 26:15,8    |
| 2     | Niko Anttola           | Finnland | 26:37,2    |
| 3     | Alexander Iwschin      | Russland | 26:38,0    |
| 4     | Elia Barp              | Italien  | 26:56,1    |
| 5     | Henrik Kvennås         | Norwegen | 26:56,2    |
| 6     | Xavier McKeever        | Kanada   | 27:08,2    |
| 7     | Jegor Mitroschin       | Russland | 27:13,9    |
| 8     | Davide Ghio            | Italien  | 27:25,6    |
| 9     | Fabrizio Albasini      | Schweiz  | 27:27,5    |
| 10    | Benjamin Schwingshackl | Italien  | 27:28,3    |

Datum: 25. Februar 2022

Es waren 100 Teilnehmer am Start.

Weitere Teilnehmer aus deutschsprachigen Ländern:

 Jannis Grimmecke: 22. Platz

  Luca Petzold: 34. Platz

 Pierrick Cottier: 41. Platz

 Elias Keck: 48. Platz

 Erik Engel: 49. Platz

 Robin Frommelt: 51. Platz

 Gianluca Walpen: 52. Platz

 Christian Steiner: 55. Platz

 Christoph Wieland: 64. Platz

 Kilian Koller: 68. Platz

### 30 km Freistil Massenstart
| Platz | Sportler           | Land               | Zeit (h)  |
| ----- | ------------------ | ------------------ | --------- |
| 1     | Alexander Iwschin  | Russland           | 1:12:47,9 |
| 2     | Saweli Korosteljow | Russland           | 1:12:56,0 |
| 3     | Nikita Denisow     | Russland           | 1:12:59,9 |
| 4     | Nikita Rodionow    | Russland           | 1:13:47,1 |
| 5     | Xavier McKeever    | Kanada             | 1:14:02,4 |
| 6     | Henrik Kvennås     | Norwegen           | 1:14:06,0 |
| 7     | Thomas Stephen     | Kanada             | 1:14:06,8 |
| 8     | Niko Anttola       | Finnland           | 1:14:21,2 |
| 9     | Fabrizio Albasini  | Schweiz            | 1:14:50,2 |
| 10    | Michael Earnhart   | Vereinigte Staaten | 1:15:21,4 |

Datum: 22. Februar 2022

Es waren 74 Teilnehmer am Start.

Weitere Teilnehmer aus deutschsprachigen Ländern:

 Antonin Savary: 11. Platz

 Kilian Koller: 23. Platz

  Luca Petzold: 33. Platz

 Pierrick Cottier: 34. Platz

 Isai Näff: 56. Platz

 Micha Büchel: 57. Platz

 Florian Ganner: DNF

### 4 × 5-km-Staffel
| Platz | Sportler                                                                              | Land               | Gesamtzeit (min) |
| ----- | ------------------------------------------------------------------------------------- | ------------------ | ---------------- |
| 1     | Nikita Rodionow Alexander Iwschin Nikita Denisow Saweli Korosteljow                   | Russland           | 49:16,4          |
| 2     | Preben Horven Johannes Lønnestad Flaaten Nikolai Elde Holmboe Aleksander Elde Holmboe | Norwegen           | 49:38,2          |
| 3     | Michael Earnhart Brian Bushey Walker Hall Will Koch                                   | Vereinigte Staaten | 49:38,8          |
| 4     | Felix-Olivier Moreau Xavier McKeever Sasha Masson Thomas Stephen                      | Kanada             | 50:10,5          |
| 5     | Maans Skoglund Elias Danielsson Erik Larsson Edvin Anger                              | Schweden           | 50:14,6          |
| 6     | Simone Mastrobattista Davide Ghio Benjamin Schwingshackl Elia Barp                    | Italien            | 50:14,7          |

Datum: 23. Februar 2022

## Skilanglauf Juniorinnen

### Sprint Freistil
| Platz | Sportler                  | Land               |
| ----- | ------------------------- | ------------------ |
| 1     | Maria Hartz Melling       | Norwegen           |
| 2     | Märta Rosenberg           | Schweden           |
| 3     | Jelisaweta Bekischewa     | Russland           |
| 4     | Nadine Laurent            | Italien            |
| 5     | Sammy Smith               | Vereinigte Staaten |
| 6     | Nela Pubalova             | Tschechien         |
| 7     | Tuva Anne Brusveen-Jensen | Norwegen           |
| 8     | Elin Näslund              | Schweden           |
| 9     | Iris de Martin Pinter     | Italien            |
| 10    | Helen Hoffmann            | Deutschland        |

Datum: 27. Februar 2022

Es waren 83 Teilnehmerinnen am Start.

Weitere Teilnehmerinnen aus deutschsprachigen Ländern:

 Siri Wigger: 13. Platz

 Lara Dellit: 14. Platz

 Magdalena Engelhardt: 32. Platz

 Verena Veit: 37. Platz

 Bianca Buholzer: 38. Platz

 Jule Zeissler: 45. Platz

 Maila Elmer: 54. Platz

### 5 km klassisch
| Platz | Sportler              | Land        | Zeit (min) |
| ----- | --------------------- | ----------- | ---------- |
| 1     | Darja Neprjajewa      | Russland    | 14:30,1    |
| 2     | Jelisaweta Bekischewa | Russland    | 14:33,0    |
| 3     | Emma Kirkeberg Mørk   | Norwegen    | 14:34,1    |
| 4     | Lisa Eriksson         | Schweden    | 14:37,9    |
| 5     | Helen Hoffmann        | Deutschland | 14:38,4    |
| 6     | Anna Heggen           | Norwegen    | 14:42,4    |
| 7     | Märta Rosenberg       | Schweden    | 14:43,0    |
| 8     | Jasmine Drolet        | Kanada      | 14:51,6    |
| 9     | Hanna Lundberg        | Schweden    | 14:54,0    |
| 10    | Jewgenija Krupizkaja  | Russland    | 15:00,6    |

Datum: 25. Februar 2022

Es waren 82 Teilnehmerinnen am Start.

Weitere Teilnehmerinnen aus deutschsprachigen Ländern:

 Germana Thannheimer: 11. Platz

 Verena Veit: 12. Platz

 Jule Zeissler: 16. Platz

 Nadja Kälin: 25. Platz

 Magdalena Engelhardt: 32. Platz

 Ramona Schöpfer: 36. Platz

### 15 km Freistil Massenstart
| Platz | Sportler                  | Land               | Zeit (min) |
| ----- | ------------------------- | ------------------ | ---------- |
| 1     | Helen Hoffmann            | Deutschland        | 39:23,1    |
| 2     | Lisa Eriksson             | Schweden           | 39:25,7    |
| 3     | Tuva Anne Brusveen-Jensen | Norwegen           | 39:31,3    |
| 4     | Märta Rosenberg           | Schweden           | 39:41,7    |
| 5     | Anna Hegen                | Norwegen           | 39:42,2    |
| 6     | Sydney Palmer-Leger       | Vereinigte Staaten | 39:42,3    |
| 7     | Jelisaweta Bekischewa     | Russland           | 39:45,3    |
| 8     | Jewgenija Krupizkaja      | Russland           | 39:48,0    |
| 9     | Anna Koschinowa           | Russland           | 39:50,1    |
| 10    | Emma Kirkeberg Mørk       | Norwegen           | 40:17,1    |

Datum: 22. Februar 2022

Es waren 65 Teilnehmerinnen am Start.

Weitere Teilnehmerinnen aus deutschsprachigen Ländern:

 Siri Wigger: 12. Platz

 Jule Zeissler: 16. Platz

 Germana Thannheimer: 18. Platz

 Marina Kälin: 21. Platz

 Saskia Nürnberger: 26. Platz

 Magdalena Engelhardt: 40. Platz

### 4 × 3,3-km-Staffel
| Platz | Sportler                                                                      | Land               | Gesamtzeit (min) |
| ----- | ----------------------------------------------------------------------------- | ------------------ | ---------------- |
| 1     | Maria Hartz Melling Emma Kirkeberg Mørk Tuva Anne Brusveen-Jensen Anna Heggen | Norwegen           | 36:52,3          |
| 2     | Jewgenija Krupizkaja Darja Neprjajewa Anna Koschinowa Jelisaweta Bekischewa   | Russland           | 36:52,4          |
| 3     | Verena Veit Germana Thannheimer Lara Dellit Helen Hoffmann                    | Deutschland        | 37:27,7          |
| 4     | Elin Näslund Hanna Lundberg Märta Rosenberg Lisa Eriksson                     | Schweden           | 38:07,0          |
| 5     | Kate Oldham Sammy Smith Nina Schamberger Sydney Palmer-Leger                  | Vereinigte Staaten | 38:24,3          |
| 6     | Julie Pierrel Cole Pagnier Liv Coupat France Pignot                           | Frankreich         | 38:28,9          |

Datum: 23. Februar 2022

## Nordische Kombination Junioren

### Gundersen (Normalschanze HS 105/10 km)
| Platz | Sportler            | Land               | Punkte | Gesamtzeit (min) |
| ----- | ------------------- | ------------------ | ------ | ---------------- |
| 1     | Stefan Rettenegger  | Österreich         | 114,8  | 23:30,9          |
| 2     | Perttu Reponen      | Finnland           | 104,9  | 24:04,7          |
| 3     | Tristan Sommerfeldt | Deutschland        | 111,4  | 24:10,7          |
| 4     | Simon Mach          | Deutschland        | 113,9  | 24:12,8          |
| 5     | Sebastian Østvold   | Norwegen           | 118,4  | 24:17,2          |
| 6     | Mattéo Baud         | Frankreich         | 113,6  | 24:21,9          |
| 7     | Niklas Malacinski   | Vereinigte Staaten | 102,9  | 25:22,4          |
| 8     | Waltteri Karhumaa   | Finnland           | 97,0   | 25:25,9          |
| 9     | Iacopo Bortolas     | Italien            | 114,3  | 25:26,0          |
| 10    | Jan Andersen        | Deutschland        | 106,5  | 25:26,2          |

Datum: 2. März 2022

Es waren 50 Teilnehmer am Start.

Weitere Teilnehmer aus deutschsprachigen Ländern:

 Nick Schönfeld: 17. Platz

 Severin Reiter: 18. Platz

 Samuel Lev: 23. Platz

 Paul Walcher: 25. Platz

### Mannschaft (Normalschanze HS 105/4 × 5km)
| Platz | Sportler                                                                 | Land        | Punkte | Gesamtzeit (min) |
| ----- | ------------------------------------------------------------------------ | ----------- | ------ | ---------------- |
| 1     | Waltteri Karhumaa Arsi Tietäväinen Eelis Merilainen Perttu Reponen       | Finnland    | 412,6  | 54:28,9          |
| 2     | Torje Seljeset Per Skjæret Strømhaug Sebastian Østvold Eidar Johan Strøm | Norwegen    | 468,6  | 54:35,4          |
| 3     | Kilian Gütl Severin Reiter Paul Walcher Stefan Rettenegger               | Österreich  | 421,2  | 55:19,7          |
| 4     | Tom Rochat Marco Heinis Paul Guyot Mattéo Baud                           | Frankreich  | 447,6  | 55:35,1          |
| 5     | Jan Simek Matej Fadrhons Lukas Dolezal Jiří Konvalinka                   | Tschechien  | 394,0  | 56:30,0          |
| 6     | Richard Stenzel Simon Mach Jan Andersen Tristan Sommerfeldt              | Deutschland | 346,5  | 58:06,9          |

Datum: 5. März 2022

## Nordische Kombination Juniorinnen

### Gundersen (Normalschanze HS 105/5 km)
| Platz | Sportler            | Land        | Punkte | Gesamtzeit (min) |
| ----- | ------------------- | ----------- | ------ | ---------------- |
| 1     | Annika Sieff        | Italien     | 99,6   | 14:30,1          |
| 2     | Haruka Kasai        | Japan       | 101,0  | 14:31,0          |
| 3     | Nathalie Armbruster | Deutschland | 86,9   | 14:33,3          |
| 4     | Jenny Nowak         | Deutschland | 95,3   | 14:40,2          |
| 5     | Annalena Slamik     | Österreich  | 102,6  | 14:53,5          |
| 6     | Hazuki Ikeda        | Japan       | 89,5   | 14:54,1          |
| 7     | Maria Gerboth       | Deutschland | 81,5   | 15:24,2          |
| 8     | Lisa Hirner         | Österreich  | 80,8   | 15:46,7          |
| 9     | Cindy Haasch        | Deutschland | 73,3   | 15:48,6          |
| 10    | Ema Volavšek        | Slowenien   | 73,3   | 15:51,4          |

Datum: 2. März 2022

Es waren 24 Teilnehmerinnen am Start.

Weitere Teilnehmer aus deutschsprachigen Ländern:

 Marit Weichselbraun: 14. Platz

## Nordische Kombination Mixed

### Mannschaft (Normalschanze HS 105/4 × 3,75km)
| Platz | Sportler                                                       | Land        | Punkte | Gesamtzeit (min) |
| ----- | -------------------------------------------------------------- | ----------- | ------ | ---------------- |
| 1     | Simon Mach Jenny Nowak Nathalie Armbruster Tristan Sommerfeldt | Deutschland | 102,0  | 41:11,8          |
| 2     | Stefano Radovan Annika Sieff Daniela Dejori Iacopo Bortolas    | Italien     | 98,6   | 41:15,7          |
| 3     | Samuel Lev Lisa Hirner Annalena Slamik Stefan Rettenegger      | Österreich  | 107,0  | 41:38,4          |
| 4     | Waltteri Karhumaa Alva Thors Annamaija Oinas Perttu Reponen    | Finnland    | 84,7   | 43:08,1          |
| 5     | Matic Garbajs Ema Volavšek Silva Verbič Erazem Stanonik        | Slowenien   | 94,6   | 43:38,2          |
| 6     | Jan Simek Tereza Koldovská Jolana Hradilová Lukas Kohlberger   | Tschechien  | 60,4   | 45:08,1          |

Datum: 4. März 2022

## Skispringen Junioren

### Normalschanze
| Platz | Sportler          | Land        | Weite 1 | Weite 2 | Punkte |
| ----- | ----------------- | ----------- | ------- | ------- | ------ |
| 1     | Daniel Tschofenig | Österreich  | 102,0 m | 107,0 m | 311,5  |
| 2     | David Haagen      | Österreich  | 102,0 m | 103,0 m | 299,6  |
| 3     | Markus Müller     | Österreich  | 100,0 m | 100,5 m | 287,6  |
| 4     | Luca Geyer        | Deutschland | 98,5 m  | 101,0 m | 282,1  |
| 5     | Iver Olaussen     | Norwegen    | 99,0 m  | 100,0 m | 280,0  |
| 6     | Jonas Schuster    | Österreich  | 99,5 m  | 101,0 m | 277,4  |
| 7     | Enzo Milesi       | Frankreich  | 98,5 m  | 98,0 m  | 276,1  |
| 8     | Marcel Stržinar   | Slowenien   | 100,0 m | 96,0 m  | 273,1  |
| 9     | Mark Hafnar       | Slowenien   | 98,5 m  | 97,5 m  | 272,8  |
| 10    | Johannes Aardal   | Norwegen    | 97,0 m  | 97,5 m  | 263,3  |

Datum: 3. März 2022

### Mannschaftsspringen Normalschanze
| Platz | Sportler                                                                    | Land        | Weite 1                        | Weite 2                         | Punkte |
| ----- | --------------------------------------------------------------------------- | ----------- | ------------------------------ | ------------------------------- | ------ |
| 1     | David Haagen Markus Müller Jonas Schuster Daniel Tschofenig                 | Österreich  | 102,0 m 98,0 m 104,5 m         | 103,5 m 104,0 m 100,0 m 102,5 m | 1038,5 |
| 2     | Adrian Thon Gundersrud Johannes Aardal Sindre Ulven Jørgensen Iver Olaussen | Norwegen    | 95,5 m 100,5 m 100,0 m 101,5 m | 97,5 m 100,0 m 101,5 m 101,0 m  | 982,7  |
| 3     | Finn Braun Ben Bayer Simon Spiewok Luca Geyer                               | Deutschland | 95,5 m 102,5 m 102,0 m         | 98,0 m 94,5 m 102,0 m 100,5 m   | 963,0  |
| 4     | Maksim Bartolj Gorazd Zavarsnik Marcel Stržinar Mark Hafnar                 | Slowenien   | 99,5 m 96,5 m 102,0 m 94,5 m   | 102,0 m 98,0 m 99,0 m 96,0 m    | 950,9  |
| 5     | Tymoteusz Amilkiewicz Adam Niżnik Arkadiusz Jojko Jan Habdas                | Polen       | 90,5 m 91,5 m 91,0 m 100,0 m   | 91,5 m 95,0 m 87,5 m 99,0 m     | 862,0  |
| 6     | Sota Kudō Kanta Suzuki Masaki Nakamura Asahi Sakano                         | Japan       | 94,0 m 84,5 m 92,0 m 98,5 m    | 94,5 m 94,0 m 92,0 m 95,0 m     | 855,4  |

Datum: 5. März 2022

## Skispringen Juniorinnen

### Normalschanze
| Platz | Sportler                | Land        | Weite 1 | Weite 2 | Punkte |
| ----- | ----------------------- | ----------- | ------- | ------- | ------ |
| 1     | Nika Prevc              | Slowenien   | 99,0 m  | 99,5 m  | 240,5  |
| 2     | Taja Bodlaj             | Slowenien   | 97,5 m  | 98,0 m  | 230,5  |
| 3     | Alexandria Loutitt      | Kanada      | 94,0 m  | 95,5 m  | 223,7  |
| 4     | Vanessa Moharitsch      | Österreich  | 93,5 m  | 96,5 m  | 222,3  |
| 5     | Jerneja Repinc Zupančič | Slowenien   | 90,0 m  | 98,0 m  | 220,1  |
| 6     | Nora Midtsundstad       | Norwegen    | 94,0 m  | 95,0 m  | 216,2  |
| 7     | Nagomi Nakayama         | Japan       | 93,5 m  | 95,0 m  | 215,2  |
| 8     | Anežka Indráčková       | Tschechien  | 90,5 m  | 92,5 m  | 209,8  |
| 9     | Lilou Zepchi            | Frankreich  | 90,0 m  | 93,5 m  | 206,4  |
| 10    | Michelle Göbel          | Deutschland | 90,0 m  | 91,5 m  | 203,8  |

Datum: 3. März 2022

### Mannschaftsspringen Normalschanze
| Platz | Sportler                                                                   | Land               | Weite 1                      | Weite 2                       | Punkte |
| ----- | -------------------------------------------------------------------------- | ------------------ | ---------------------------- | ----------------------------- | ------ |
| 1     | Jerneja Repinc Zupančič Lara Logar Taja Bodlaj Nika Prevc                  | Slowenien          | 93,5 m 90,5 m 98,0 m 105,5 m | 101,0 m 91,0 m 99,5 m 103,5 m | 888,5  |
| 2     | Haruka Kasai Hina Tsushida Ringo Miyajima Nagomi Nakayama                  | Japan              | 88,0 m 90,5 m 100,0 m 93,5 m | 85,5 m 93,0 m 91,5 m 98,5 m   | 784,0  |
| 3     | Christina Feicht Anna-Fay Scharfenberg Pia Lilian Kübler Michelle Göbel    | Deutschland        | 86,5 m 97,0 m 95,0 m 96,5 m  | 84,5 m 94,5 m 91,5 m 92,0 m   | 765,0  |
| 4     | Julia Mühlbacher Sahra Schuller Sophie Kothbauer Vanessa Moharitsch        | Österreich         | 96,0 m 85,0 m 86,5 m 93,5 m  | 98,0 m 73,0 m 90,0 m 93,0 m   | 738,3  |
| 5     | Frida Berger Ingrid Hordvik Kleven Heidi Dyhre Traaserud Nora Midtsundstad | Norwegen           | 84,5 m 76,5 m 88,5 m 93,0 m  | 84,0 m 71,0 m 83,0 m 100,0 m  | 621,1  |
| 6     | Alexa Brabec Josie Johnson Annika Belshaw Paige Jones                      | Vereinigte Staaten | 69,0 m 85,0 m 83,5 m 88,5 m  | 69,0 m 87,5 m 89,0 m 85,5 m   | 603,1  |

Datum: 5. März 2022

## Skispringen Mixed

### Mannschaftsspringen Normalschanze
| Platz | Sportler                                                              | Land        | Weite 1 | Weite 2 | Punkte |
| ----- | --------------------------------------------------------------------- | ----------- | ------- | ------- | ------ |
| 1     | Vanessa Moharitsch Daniel Tschofenig Julia Mühlbacher David Haagen    | Österreich  |         |         | 884,4  |
| 2     | Taja Bodlaj Marcel Stržinar Nika Prevc Maksim Bartolj                 | Slowenien   |         |         | 819,0  |
| 3     | Nora Midtsundstad Johannes Aardal Heidi Dyhre Traaserud Iver Olaussen | Norwegen    |         |         | 772,5  |
| 4     | Nagomi Nakayama Asahi Sakano Ringo Miyajima Sota Kudo                 | Japan       |         |         | 765,9  |
| 5     | Emma Chervet Valentin Foubert Lilou Zepchi Enzo Milesi                | Frankreich  |         |         | 759,8  |
| 6     | Pia Lilian Kübler Simon Spiewok Michelle Göbel Luca Geyer             | Deutschland |         |         | 754,9  |
| 7     | Klára Ulrichová Kryštof Hauser Anežka Indráčková František Lejsek     | Tschechien  |         |         | 687,8  |
| 8     | Jessica Malsiner Daniel Moroder Noelia Vuerich Mattia Galiani         | Italien     |         |         | 606,5  |

Datum: 6. März 2022